# Vía Argentina (estación)
Vía Argentina es una estación de la Línea 1 del Metro de Panamá, ubicada en la Ciudad de Panamá, entre la estación de Iglesia del Carmen y la estación de Fernández de Córdoba. Fue inaugurada el 5 de abril de 2014 y sirve al corregimiento de Bella Vista. 
La estación provee acceso a los barrios de Obarrio y El Cangrejo, a la zona de restaurantes en Vía Argentina y al distrito bancario de la ciudad.
En su primer año de operaciones, la estación de Vía Argentina es la sexta más usada en la red, recibiendo al 18% de los pasajeros en hora pico.